# Everinghauserheide
Everinghauserheide ist ein Ortsteil in der Gemeinde Schalksmühle im Märkischen Kreis im Regierungsbezirk Arnsberg in Nordrhein-Westfalen (Deutschland).

## Lage und Beschreibung
Der Wohnplatz befindet sich auf der Schalksmühler Hochfläche südlich von Everinghausen direkt an der Landesstraße 561 nahe der Stadtgrenze zu Hagen.
Weitere Nachbarorte auf dem Schalksmühler Gemeindegebiet sind Felde, Mesewinkel, Haue, Mummeshohl, Berkey, Siepen, Ramsloh, Westhöhe, Spormecke, Davidshöhe, Wilfesche, Harrenscheid, Holthausen, Muhle, Muhlerhagen, Kämpershof, Kuhlenhagen und Stallhausen sowie Lindenteich und Muhler Ölmühle auf Hagener Stadtgebiet.

## Geschichte
Everinghauserheide gehörte bis zum 19. Jahrhundert der Midder Bauerschaft des Kirchspiels Hülscheid an. Ab 1816 war der Ort Teil der Gemeinde Hülscheid in der Bürgermeisterei Halver im Kreis Altena, 1818 lebten sechs Einwohner im Ort. Der laut der Ortschafts- und Entfernungs-Tabelle des Regierungs-Bezirks Arnsberg unter dem Namen Heide, Everinghauser als Kotten kategorisierte Ort besaß 1839 ein Wohnhaus. Zu dieser Zeit lebten acht Einwohner im Ort, allesamt evangelischen Bekenntnisses.
1844 wurde die Gemeinde Hülscheid mit Everinghauserheide von dem Amt Halver abgespaltet und dem neu gegründeten Amt Lüdenscheid zugewiesen.
Der Ort ist auf der Preußischen Uraufnahme von 1840 als Heide verzeichnet. Auch auf der Preußischen Neuaufnahme von 1892 und den Nachfolgeausgaben ist der Ort auf Messtischblättern der TK25 als Everinghauser Heide, ab Beginn des 21. Jahrhunderts als Everinghauserheide beschriftet.
Die Gemeinde- und Gutbezirksstatistik der Provinz Westfalen führt 1871 den Ort als Kotten unter dem Namen Everinghauserheide mit einem Wohnhaus und 14 Einwohnern auf.  Das Gemeindelexikon für die Provinz Westfalen gibt 1885 für Everinghauser Heide eine Zahl von fünf Einwohnern an, die in einem Wohnhaus lebten. 1895 besitzt der Ort ein Wohnhaus mit sieben Einwohnern, 1905 werden ein Wohnhaus und acht Einwohner angegeben.
In den 1920/30er Jahren wurde die heutige Landesstraße 561 direkt am Ort vorbei trassiert.
1969 wurden die Gemeinden Hülscheid und Schalksmühle zur amtsfreien Großgemeinde (Einheitsgemeinde) Schalksmühle im Kreis Altena zusammengeschlossen und Everinghauserheide gehört seitdem politisch zu Schalksmühle, das 1975 auf Grund des Sauerland/Paderborn-Gesetzes Teil des neu geschaffenen Märkischen Kreises wurde.